# Rhein-Wied-Gymnasium Neuwied

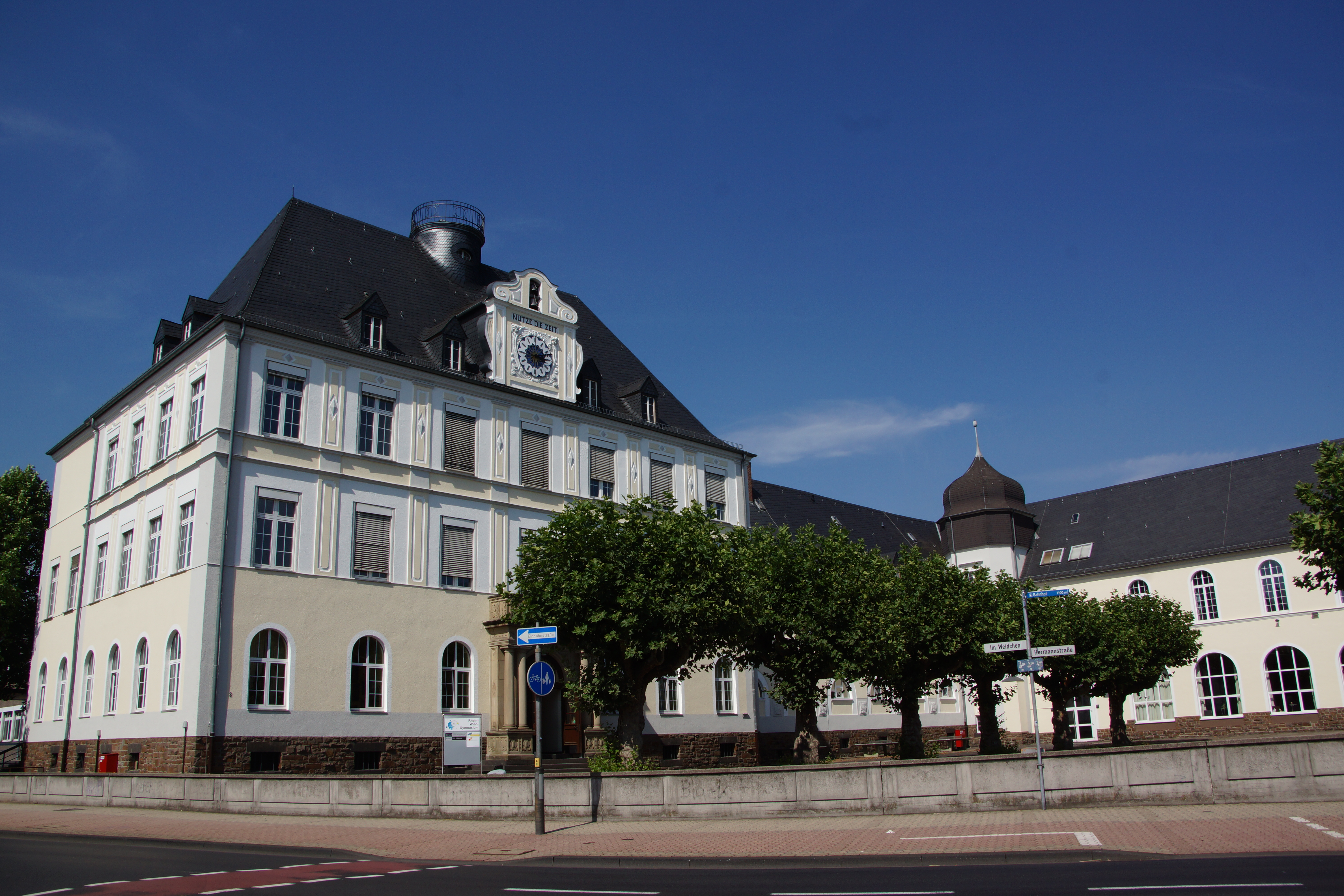

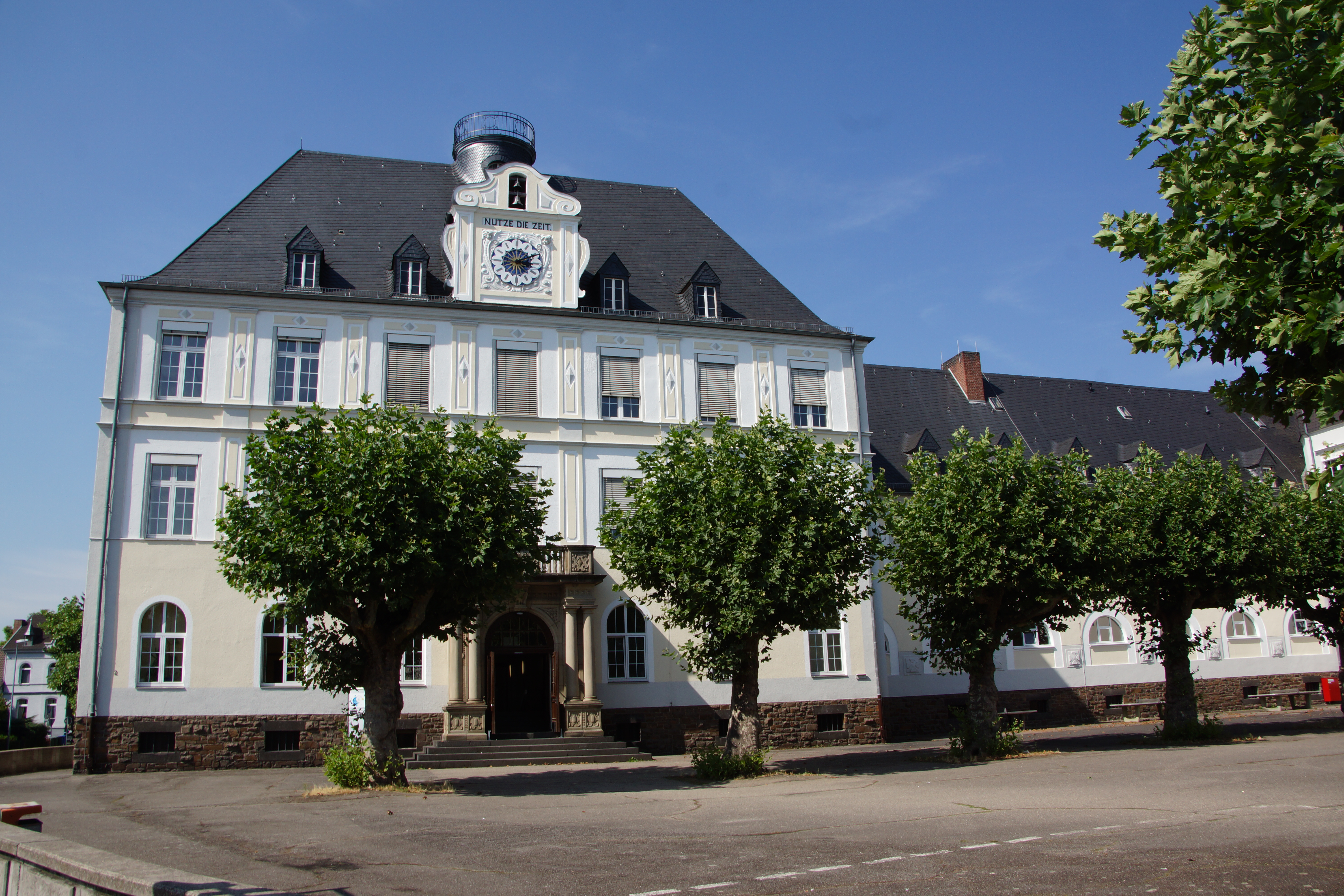

Das Rhein-Wied-Gymnasium (RWG) ist ein staatliches Gymnasium in Neuwied im nördlichen Rheinland-Pfalz. Die Schule geht zurück auf eine private Einrichtung aus dem Jahr 1869 und wurde im Jahr 1876 von der Stadt Neuwied als „Städtische Höhere Mädchenschule“ übernommen. Das Gymnasium wird heute von etwa 1000 Schülern besucht, die von fast 80 Lehrkräften unterrichtet werden.

## Geschichte

### Privatschule
Im Jahr 1869 wurde von Neuwieder Bürgern beschlossen, eine öffentliche Schule für Mädchen zu gründen – paritätisch und ohne Standesschranken –, die möglichst bald in städtische Hand übergehen sollte. Im Gründungsjahr wurden bereits 83 Schülerinnen unterrichtet, die Schulleitung hatte Clemens Nohl. Schon vorher existierte in Neuwied eine private Töchterschule, die neben der Zinzendorf-Schule der Herrnhuter Brüdergemeine für eine über das Allgemeinwissen hinausgehende Mädchenbildung in Neuwied sorgte.

### Staatliche Höhere Mädchenschule
Bereits wenige Jahre danach übernahm 1876 die Stadt Neuwied die Schirmherrschaft über diese Schule und sicherte dadurch rechtlich und finanziell die Existenz ihrer Höheren Mädchenschule. Das Jahr 1876 wird als das eigentliche Gründungsjahr angesehen. Im selben Jahr bezog die Schule zusammen mit der Stadtverwaltung ein 1863 erbautes städtisches Gebäude, das heutige „Alte Rathaus“ in der Pfarrstraße. Im Jahr 1905 besuchten 280 Mädchen und 1910 bereits 360 Mädchen die Schule.
Im Jahr 1908 wurde unter dem neuen Direktor Ernst Wasserzieher die Mädchenschule in ein „Lyzeum mit Oberlyzeum und Seminarklasse“ umgewandelt. Nach weiteren, in der ersten Hälfte der 1920er Jahre durchgeführten Schulreformen war die Schule ab 1924 zu einem Oberlyzeum ernannt worden. Dadurch war es den Schülerinnen erstmals möglich, auch eine Hochschulzulassung zu erlangen, 1925 fanden die ersten Abiturprüfungen statt.
Wegen der weiter steigenden Zahl der Schülerinnen wurde 1912 am heutigen Standort am oberen Ende der Herrmannstraße ein neues Schulgebäude errichtet. Während des Ersten Weltkriegs wurde das Schulgebäude von Dienststellen der Wehrmacht und anderen Behörden in Anspruch genommen.

### Lehrerinnenbildungsanstalt
Schon kurz nach der Gründung wurde 1879 ein Teil der Schule in eine Lehrerinnenbildungsanstalt umgewandelt. Die Schülerinnen konnten nach einer sechsjährigen Ausbildung zwei weitere Jahre die Schule besuchen und danach eine Lehramtsprüfung ablegen. Entsprechend der preußischen Schulreform wurde 1893 die Lehrerinnenausbildung zu einem dreijährigen Lehrerinnenseminar erweitert. Bis zur Reform der Lehrerausbildung im Jahr 1925 gingen über 600 Lehrerinnen aus dem Seminar hervor.

### Frauenschule
In den Jahren von 1933 bis 1945 erfolgten wiederum Änderungen in der Ausbildung und der Bezeichnung. Aus dem Oberlyzeum wurde 1936 eine „Frauenschule“, in der dreijährigen Oberstufe wurden hauswirtschaftliche Fächer unterrichtet. Ab 1938 wurde wieder ein sprachlicher Zweig eingerichtet, so dass der Schulabschluss wieder den Besuch einer Universität ermöglichte.
Im September 1944 wurde das Schulgebäude von einer Bombe stark beschädigt, der Schulunterricht wurde eingestellt. Im März 1945 besetzten US-Truppen Neuwied und nutzten das Schulgebäude für eigene Zwecke. Bereits im Oktober 1945 konnte der Schulbetrieb in zehn Räumen im Hauptgebäude wiederaufgenommen werden. Nach Kriegsende gehörte Neuwied zur französischen Besatzungszone. Französisch wurde erste Fremdsprache; statt der Notengebung wurden das französische Punktesystem sowie ein Zentralabitur eingeführt. Beides wurde 1951 wieder abgeschafft.

### Gymnasium
Nach der ersten Schulreform in den 1950er Jahren wurde 1960 aus dem bisherigen Oberlyzeum ein „Staatliches Gymnasium für Mädchen“ mit der Sprachenfolge Französisch, Latein, Englisch, 1964 wurde die Sprachenfolge in Englisch, Latein, Französisch geändert. Im Jahr 1975 wurde die Mainzer Studienstufe eingeführt.
Im Jahr 1960 wird die Schulträgerschaft vom Land Rheinland-Pfalz übernommen, der Baulastträger bleibt die Stadt Neuwied, die auch in den Jahren 1965 bis 1967 für den mehrflügeligen Erweiterungsbau aufkommt.
Ab dem Jahr 1971 konnte das Mädchengymnasium, zunächst nur in den 5. und 11. Klassen, auch von Jungen besucht werden. Die Koedukation wurde 1977 abgeschlossen.
Sprachenfolge: Alle Schüler beginnen in der Klasse 5 mit Englisch als erster Fremdsprache. Ab der Klasse 6 wählen sie Französisch oder Latein als zweite Fremdsprache. Ab der Klasse 9 wird Spanisch oder Latein als weitere Fremdsprachen angeboten.

## Aktivitäten
Seit Oktober 2005 besteht auch eine Patenschaft mit der 1997 eröffneten SOS-Hermann-Gmeiner-Grundschule im SOS-Kinderdorf in Byumba im Norden von Ruanda. Diese Schule wird von rund 400 Kindern besucht, von denen etwa ein Drittel im Kinderdorf leben.
In der Orientierungsstufe wird ein Schwerpunkt auf Erlebnispädagogik gelegt. In diesem Rahmen findet eine dreitägige Fahrt in das Waldjugendheim Kolbenstein statt. In Zusammenarbeit mit dem ADAC werden die Kinder mit der Aktion „Achtung Auto“ auf die Gefahren des Straßenverkehrs aufmerksam gemacht.
Es wird ein Schüleraustausch mit Verviers (Belgien), London (Großbritannien) und Jönköping (Schweden) angeboten.
In der Oberstufe finden mehrere Studienfahrten statt (Kletter- und Skiprojekt, Rom-, Spanien- und Parisfahrt sowie individuelle Fahrten der Stammkurse).

### Arbeitsgemeinschaften (AG)
Die Schule betreibt seit einiger Zeit in Zusammenarbeit mit Schülern und Lehrern Arbeitsgemeinschaften. Diese gibt es in sprachlichen, aber auch in anderen Fächern. In der Mathematik-AG „Knobelseminar“ etwa können Mathematik-interessierte Schüler aller Jahrgangsstufen mathematische Knobelaufgaben lösen und Lösungsstrategien entwickeln. Das als AG betriebene Schülermagazin „Zoom“ wurde mit mehreren Preisen ausgezeichnet, darunter 2007 ein zweiter Preis beim rheinland-pfälzischen Schülerzeitungswettbewerbs und 2008 der Sonderpreis „HIV-/Aidsprävention“ des deutschen Schülerzeitungspreis.
Weitere Arbeitsgemeinschaften sind die Musik-AG „Rock With Groove“ (Chor und Band), einen Unterstufenchor „Chor 75“, eine Volleyball-AG, eine Natur-AG, einen Schulsanitätsdienst und eine Ruanda-AG.
Zudem gibt es eine Theater-AG, deren Aufführungen in Neuwied mit großem Interesse aufgenommen werden. Diese führte zuletzt ein eigens geschriebenes Stück „Fairytale gone bad“ (2017) auf, welches mehr als 400 Zuschauer begeisterte und als Spendenaktion für das „Café Asyl“ diente. Das Stück wurde von drei derzeitigen und ehemaligen Schülerinnen geschrieben und behandelte Probleme in Kommunikation und Gemeinschaft.
Die Schule verfügt über einen Schulzoo und eine Unterstufen-Bücherei. Für die älteren Schüler verfügt die Schule über eine Bibliothek.
Die Schüler des RWG engagieren sich in der Flüchtlingsarbeit in Kooperation mit der Marienschule Neuwied. Für dieses Engagement wurden Schüler des RWG schon mehrmals von der Landesregierung ausgezeichnet. Die Schule trägt den Titel Schule ohne Rassismus – Schule mit Courage. Im Schuljahr 2015 / 2016 fand ein großes Fest der Kulturen im Rahmen eines Schulfestes statt. Mehrere Schülerinnen der Schule sind oder waren Trägerin der Johanna-Löwenherz-Medaille des Landkreises Neuwied.

## Ehemalige Schüler
- Jan Bollinger (* 1977), Abitur 1996, Politiker (AfD)
- Margarita Broich (* 1960), Abitur 1977, Schauspielerin
- Hans-Peter Burghof (* 1963), Abitur 1984, Professor für Bankwirtschaft und Finanzdienstleistungen, Uni Hohenheim[11]
- Karin Prien (* 1965), Abitur 1984, Bundesministerin für Bildung, Familie, Senioren, Frauen und Jugend (CDU)[12]
- Volker Busch (* 1971), Abitur 1991, Neurowissenschaftler und Sachbuchautor
- Björn Höcke (* 1972), Abitur 1991, Politiker (AfD)
- Elke Hoff (* 1957), Abitur 1976, Politikerin (FDP)
- Lana Horstmann (* 1986), Abitur 2006, Politikerin (SPD)
- Johannes Huth (* 1989), Abitur 2008, Schauspieler[13]
- Aylin Madenci, Abitur 2013, Weltmeisterin im Kickboxen[14]
- Martina Plura (* 1985), Abitur 2005, Regisseurin
- Monika Plura (* 1985), Abitur 2005, Kamerafrau
- Karsten Polke-Majewski (* um 1972), Abitur 1991, Journalist
- Niels Ruf (* 1973), Fernsehmoderator, Autor und Schauspieler

## Ehemalige Lehrer
- Guido Ernst (* 1950), Politiker (CDU)